# Jocs Olímpics d'Estiu de la Joventut de 2014

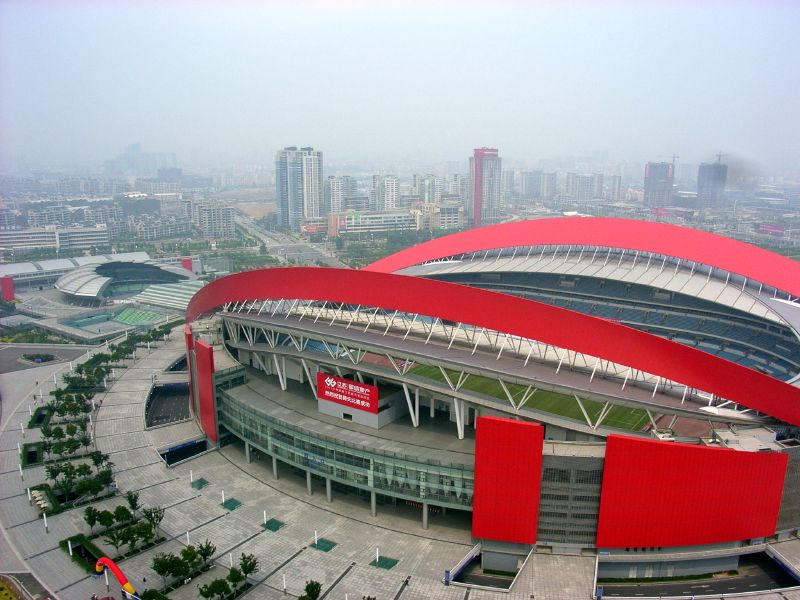
Centre Esportiu Olímpic de Nanquín

Els Jocs Olímpics d'Estiu de la Joventut de 2014 va ser la segona edició dels Jocs Olímpics de la Joventut, un esdeveniment multiesportiu, cultural i festival per a joves atletes d'entre 14 i 18 anys. Es van celebrar entre el 16 i 28 d'agost del 2014 a Nanquín, Xina. Aquests van ser els segons Jocs Olímpics celebrats a la Xina després dels Jocs Olímpics d'estiu de Beijing de 2008, convertint-lo en el primer país en acollir tant els Jocs Olímpics regulars com els de la Joventut.

## Procés de designació
El Comitè Olímpic Internacional (COI) va anunciar les directrius de la licitació, tenint com a data de registre de les ciutats candidates el mes d'abril de 2009. El setembre de 2009 les ciutats interessades a organitzar els Jocs Olímpics d'estiu de la Joventut de 2014 van haver de tenir les seves candidatures aprovades pels seus respectius Comitès Olímpics Nacionals i presentades al Comitè Olímpic Internacional (COI). Al novembre del mateix any el comitè avaluador va iniciar l'anàlisi de les tres ciutats candidates presentades (Nanquín, Poznań i la ciutat mexicana de Guadalajara). El 8 de gener de 2010 el COI va publicar l'informe de la Comissió d'Avaluació dels Segons Jocs Olímpics de la Joventut. A la sessió del Comitè Olímpic Internacional del 2010 a Vancouver, prèvia als Jocs Olímpics d'Hivern de 2010, va elegir la ciutat amfitriona d'aquests Jocs.
| Nanquín | R.P. de la Xina | 47 |
| Poznań  | Polònia         | 42 |

També van mostrar interès a organitzar aquests jocs, tot i que finalment no van presentar la candidatura, les ciutats de Belgrad (Sèrbia); Jakarta (Indonèsia); Moscou (Rússia); Rabat (Marroc); Nova Delhi (Índia); Rouen, Tolosa de Llenguadoc i Dunkerque (França), i Monterrey (Mèxic).

## Esports
Llista provisional anunciada durant la presentació general dels Jocs Olímpics d'estiu de la Joventut de 2014:
| - Atletisme - Bàdminton - Basquetbol - Boxa - Ciclisme - Equitació - Esgrima | - Futbol - Gimnàstica - Halterofília - Handbol - Hoquei - Judo - Lluita | - Natació - Pentatló modern - Piragüisme - Rem - Salts - Taekwondo - Tennis | - Tennis de taula - Tir amb arc - Tir olímpic - Triatló - Vela esportiva - Voleibol |